# Wacław Orłowski
Wacław Orłowski (ur. 5 stycznia 1945 w Braunau am Inn) – polski zapaśnik, medalista mistrzostw świata, olimpijczyk. 
Startował w stylu klasycznym. Zdobył brązowy medal podczas Mistrzostw Świata w Bukareszcie w 1967 w wadze średniej (do 87 kg). Olimpijczyk z Meksyku 1968 w wadze półciężkiej (do 97 kg), gdzie zajął 6.–8. miejsce. Był też finalistą mistrzostw świata w 1970 i 1971 oraz mistrzostw Europy w 1970 i 1972.
Trzy razy był mistrzem Polski: w wadze półciężkej w 1968 i w wadze ciężkiej w 1970 i 1973.
Walczył w klubie Wisłoka Dębica. Po zakończeniu kariery międzynarodowy sędzia zapaśniczy.